# Hülser-Kloster Geldern

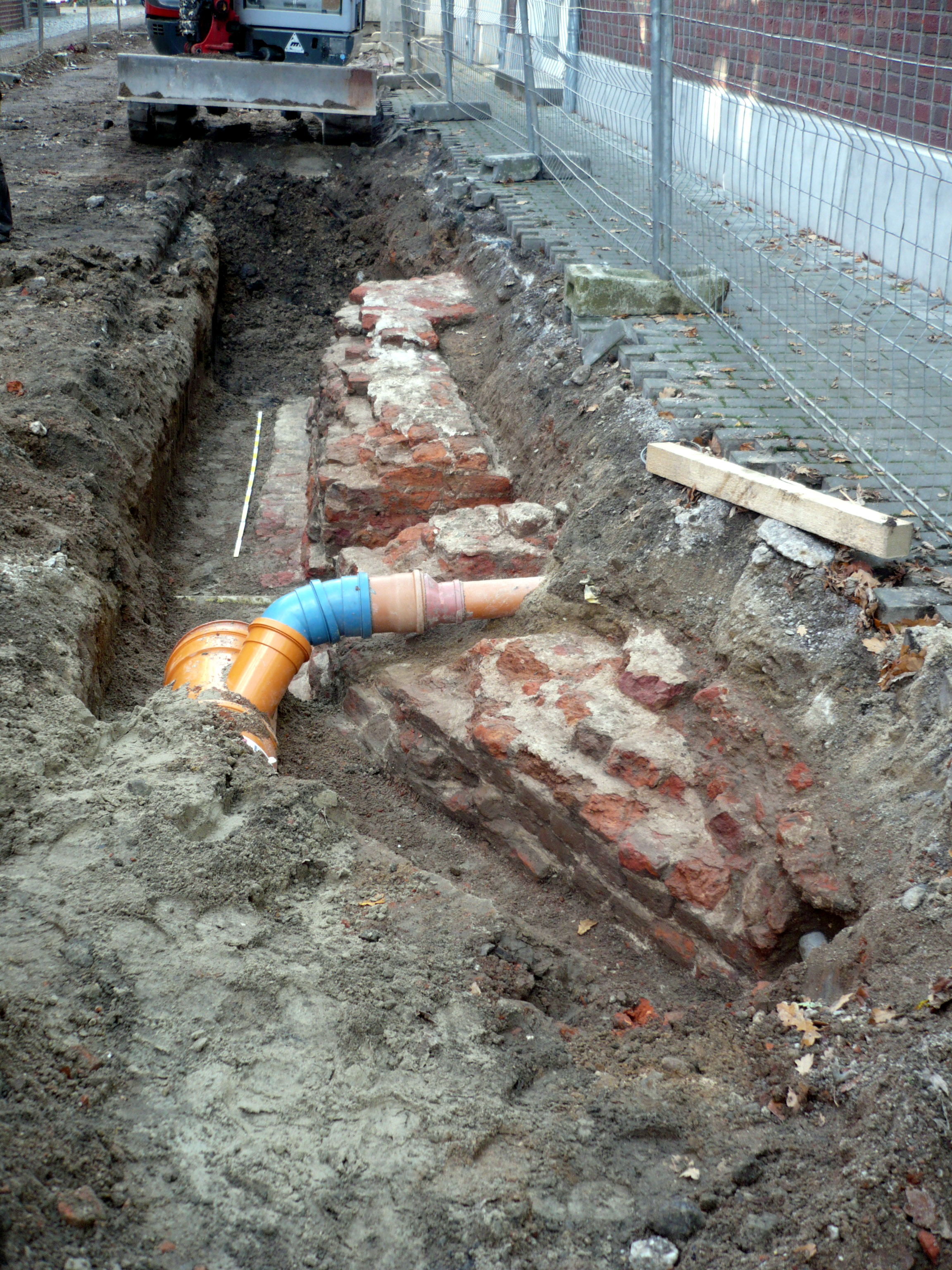
Apsis der Klosterkapelle des Hülser-Klosters bei archäologischen Ausgrabungen 2008.

Das Hülser-Kloster, auch Kloster In gen Hüls oder Kloster Hüls, war eines der fünf Klöster, die vor der Säkularisation in Geldern bestanden.

## Geschichte
Es wurde im Jahre 1432 als Beginenkloster gegründet. Überliefert ist die Gründung des Klosters durch drei tugendhafte Jungfrauen, um dort ein frommes Leben nach der dritten Regel des heiligen Franz von Assisi zu führen. Namensgebend waren die Eheleute Jacob und Margarete In gen Hüls, von welchen das Grundstück erworben wurde.
Zuvor lebten die geldrischen Beginen in sogenannte Beginenhöfen. Eine Bulle des Papstes Nikolaus V. vom 12. Februar 1453 verbot die Gründung neuer Beginenklöster und verlangte von den bereits bestehenden Konventen der Beginen die Übernahme einer Ordensregel. Bei Missachtung drohte die Exkommunikation. Die Beginengemeinschaft des Hülser-Klosters übernahm daraufhin die Regeln der Tertiarier (Franziskaner). Ab 1452 findet sich das Hülser-Kloster in den Chroniken der Stadt Geldern unter der Bezeichnung Franziskanerinnenkloster. Im Zuge des Stadtbrandes im Jahre 1547 und der Belagerung durch preußische Truppen 1703 wurde das Hülser-Kloster mehrfach zerstört und geschlossen, aber immer wieder für Gottesdienste neu hergerichtet und aufgebaut, so zuletzt 1735 aus Landesmitteln.
Nach Grundrissplänen aus dem Jahre 1817 war das Kloster ein U-förmig angeordneter Backsteinbau, dessen Mittelflügel entlang der heutigen Hülser-Kloster-Gasse stand, während die beiden nach Süden orientierten Seitenflügel einen Klosterhof umschlossen. Der Hof und das Kloster waren nur über eine Gasse von der Issumer Straße erreichbar. An der Kreuzung der Hülser-Kloster-Straße und Hülser-Kloster-Gasse lag die Klosterkapelle mit einer nach Osten orientierten, polygonalen Apsis.
Nach der Besetzung Gelderns durch französische Truppen wurde das Hülser-Kloster im Jahre 1802 säkularisiert und aufgrund der baufälligen Strukturen des alten Schulgebäudes, des „Treekschen Küsterhauses“, im Jahre 1817 in ein neues Schulhaus umfunktioniert. Schriftliche Überlieferungen bestätigen eine andauernde Nutzung des Gebäudekomplexes, vor allem der ehemaligen Klosterkapelle, bis zum 15. September 1944. An diesem Datum wurde die Schule aufgrund der anhaltenden Kriegswirren geschlossen und nicht wieder eröffnet.
Während des Zweiten Weltkrieges erlitt Geldern mehrere Fliegerangriffe, wobei am 14. Februar 1945 beinahe die gesamte Innenstadt durch Bomben und Brand zerstört wurde. Dabei wurde auch das Hülser-Kloster zerstört und nicht wieder errichtet.

## Archäologie
Im Herbst 2008 wurden in der Hülser-Kloster-Straße umfangreiche Bauarbeiten durch eine Grabungsfirma archäologisch begleitet. Dabei wurden auch Fundamente des Hülser Klosters und Teile der Apsisfundamente der Klosterkapelle freigelegt und untersucht.